# آرتاشس هوسپیان (کارگردان)
آرتاشس گریگوری هوسپیان (ارمنی: Արտաշես Գրիգորի Հովսեփյան؛  زادهٔ ۱۶ اوت ۱۹۱۰ - درگذشته ۲۴ ژانویهٔ ۱۹۸۲) یک کارگردان اهل ارمنستان بود.

## زندگی‌نامه
در ۲۹ اوت [سبک قدیمی: ۱۶ اوت] ۱۹۱۰ در بایان (داش‌کسن) به دنیا آمد . وی همچنین برنده چهره هنری شایسته ارمنستان شوروی و نشان پرچم سرخ کار شده است. وی در ۲۴ ژانویهٔ ۱۹۸۲ در سن ۷۱ سالگی در ایروان درگذشت.